# Antun Vrdoljak
Antun Vrdoljak (Imotski, 4. lipnja 1931.) je hrvatski glumac, redatelj i producent, HDZ-ov zastupnik u drugom sazivu Hrvatskog sabora, bivši direktor HRT-a, bivši predsjednik, danas počasni predsjednik Hrvatskog olimpijskog odbora i član Međunarodnog olimpijskog odbora.

## Glumac
Završio je glumu na Kazališnoj akademiji u Zagrebu. Na filmu se javlja kao glumac 1957. (Nije bilo uzalud N. Tanhofera). Uloga putnika u Tanhoferovu filmu H-8 (1958.) donosi mu – zbog pučkog šarma priprostog mladića – veliku popularnost. Glumio je u oko 20 filmova i koprodukcijskih projekata. Za ulogu ratne žrtve u filmu Rat (1960.) V. Bulajića nagrađen je Zlatnom arenom na festivalu u Puli. 

### Uloge
- "Nije bilo uzalud" kao Mijo (1957.)
- "H-8" kao fotograf Vodopija (1958.)
- "Cesta duga godinu dana" kao Bernard (1958.)
- "Noći i jutra" kao Laca (1959.)
- "Tri četvrtine sunca" kao Charles (1959.)
- "Pukotina raja" kao Pavle Borovac (1959.)
- "Vjetar je stao pred zoru" kao Mirko (1959.)
- "Rat" kao John Johnson (1960.)
- "Sreća dolazi u 9" kao Miki (1961.)
- "Naš avto" kao novinar (1962.)
- "Katakombe" (1964.)
- "Letovi koji se pamte" (1967.)
- "Protest" kao policijski istražitelj Marković (1967.)
- "Kad čuješ zvona" kao zapovjednik (1969.)
- "Družba Pere Kvržice" kao učitelj (1970.)

## Redatelj i producent
Kao redatelj debitira pričom u omnibusu Ključ (Poslije predstave – sc. Zvonimir Berković, 1965.) Njegov cjelovečernji debut se smatra ujedno i najuspješnijim naslovom: Kad čuješ zvona (1969.) prema Ratnom dnevniku Ivana Šibla (Nagrada publike "Jelen" u Puli). Tematici NOB-a, Vrdoljak pristupa iz duhovite i ideološki neopterećene vizure što ponovo potvrdjuje kod publike uspjelim filmom U gori raste zelen bor (1971., Velika srebrna arena i "Jelen" u Puli) prema Šiblovu Ratnom dnevniku, te Povratak (1979.). Zaokupljaju ga ekranizacije književnih djela. Prva je Mećava  (1977.) prema istoimenoj drami P. Budaka, o teškom životu predratnog ličkog sela, s motivom iseljeništva, slijedi Kiklop (1982., "Jelen" u Puli) prema romanu R. Marinkovića te Glembajevi (1988.) prema drami Gospoda Glembajevi (nagrađivana u Puli), u kojoj do izražaja dolazi redateljev kompetentan rad s glumcima. U međuvremenu je režirao dramu o problemu delikvencije Deps  (1974.), te 2 "regionalne" komedije – Ljubav i poneka psovka (1969.) i Od petka do petka (1985.). Za Televiziju Zagreb realizirao je TV – serije Prosjaci i sinovi po I. Raosu i Zagrljaj po R. Marinkoviću (ujedno film "Karneval", "Anđeo" i "Prah", 1989.). Dobitnik je Nagrade "Vladimir Nazor" 1968. Nakon desetogodišnje političke i karijere sportskog djelatnika (1990. – 2000.), po gubitku izbora njegove stranke (HDZ), vraća se u kinematografiju visokobudžetnim projektom Duga mračna noć, sagom iz razdoblja revolucije i NOB-a, zaokružujući opus tematikom svoje mladosti.  

### Filmski redatelj
- "Ključ" (1965.)
- "Ljubav i poneka psovka" (1969.)
- "Kad čuješ zvona" (1969.)
- "U gori raste zelen bor" (1971.)
- "Deps" (1974.)
- "Mećava" (1977.)
- "Povratak" (1979.)
- "Kiklop" (1982.)
- "Od petka do petka" (1985.)
- "Glembajevi" (1988.)
- "Karneval, anđeo i prah" (1990.)
- "Duga mračna noć" (2004.)
- "General" (2019.)

### Filmski producent
- "Ključ" (1965.)
- "Ljubav i poneka psovka" (1969.)
- "Kad čuješ zvona" (1969.)
- "U gori raste zelen bor" (1971.)
- "Deps" (1974.)
- "Mećava" (1977.)
- "Povratak" (1979.)
- "Glembajevi" (1988.)
- "Karneval, anđeo i prah" (1990.)
- "Duga mračna noć" (2004.)

### TV redatelj
- "Prijatelj" (1970.)
- "Čekaonica" (1970.)
- "Prosjaci i sinovi" (1971.)
- "Ivan Lacković-Croata" (1972.)
- "Tito" (2010.)
- "General" (2019.)

## Politika
Devedesetih napušta film radi stranačke (HDZ) političke karijere tijekom koje obnaša razne državne dužnosti. Bio je zastupnik u drugom sazivu Hrvatskog sabora. Između ostalog bio je i glavni ravnatelj Hrvatske radiotelevizije.   

## Sport
U mladosti se bavio gimnastikom, rukometom, tenisom i jedriličarstvom, a nakon 1960. godine je radio kao športski novinar u nekoliko zagrebačkih redakcija. Nakon izbora za za potpredsjednika Republike Hrvatske povjerena mu je organizacija Europskog atletskog prvenstva u Splitu za koju je dobio prve reference i čestitke predsjednika Međunarodnog olimpijskog odbora Juana Antonija Samarancha. Tada mu je istaknuo ideju osnivanja Hrvatskog olimpijskog odbora i dobio njegovu podršku. Tako je 10. rujna 1991. godine osnovan Hrvatski olimpijski odbor, a Antun Vrdoljak je izabran za njegovog prvog predsjednika. Predsjedničku dužnost obnašao je dva mandata zaredom, odnosno do 2000. godine. U siječnju 1992. godine je Hrvatski olimpijski odbor primljen u Međunarodni olimpijski odbor, Antun Vrdoljak je prvi puta pod hrvatskom zastavom vodio 1992. godine hrvatske športaše na Zimske olimpijske igre u Albertville. Slijedile su Olimpijske igre u Barceloni, Atlanti i Sydneyju.
Na prijedlog predsjednika MOO-a Juana Aantonija Samarancha, 1995. godine izabran je za člana MOO-a. Za promicanje ideje olimpizma dobio priznanje MOO-a – Trofej Međunarodnog olimpijskog odbora, a za promicanje demokratske Republike Hrvatske i sedam državnih odličja, uključujući i najveće Velered Dmitra Zvonimira. U znak zahvalnosti za osobni doprinos za osnivanje, priznanje i primanje HOO-a u MOO, Opća skupština HOO-a ga je 2003. proglasila počasnim predsjednikom HOO-a.
Dobitnik je Državne nagrade za šport "Franjo Bučar" za životno djelo 2004. godine.

## Zanimljivosti
Antun Vrdoljak je punac poznatom hrvatskom glumcu Goranu Višnjiću, i svekar poznatoj hrvatskoj pjevačici Vanni.

## Vanjske poveznice
- LZMK / Hrvatska enciklopedija: Vrdoljak, Antun
- Profil na IMDb